# Championnats du monde d'escrime 1977
Navigation
Édition précédente Édition suivante
Les championnats du monde d'escrime 1977 se sont déroulés à Buenos Aires en Argentine du 14 juillet au 24 juillet 1977. Ils sont organisés par la Fédération argentine d'escrime sous l’égide de la Fédération internationale d'escrime.
La compétition comprend cette année-là 8 épreuves (deux féminines et 6 masculines) :
- Féminines
  - Fleuret individuel
  - Fleuret par équipe
- Masculines
  - Fleuret individuel
  - Fleuret par équipe
  - Epée individuelle
  - Epée par équipe
  - Sabre individuel
  - Sabre par équipe

## Médaillés
| Épreuves           | Or                                                                                            | Argent                                                                                                   | Bronze                                                                                         |
| ------------------ | --------------------------------------------------------------------------------------------- | --- | ---------------------------------------------------------------------------------------------- |
| Épée               |                                                                                               | |                                                                                                |
| Hommes individuel  | Johan Harmenberg                                                                              | Rolf Edling                                                                                              | Patrice Gaille                                                                                 |
| Hommes par équipes | Suède- Johan Harmenberg - Rolf Edling - Leif Högström - Hans Jacobson                         | Suisse- Daniel Giger - Patrice Gaille - Christian Kauter - François Suchanecki                           | Union soviétique- Boris Loukomski - Ashot Karagyan - Leonid Dunayev - Aleksandr Abushakhmetov  |
| Fleuret            |                                                                                               | |                                                                                                |
| Hommes individuel  | Aleksandr Romankov                                                                            | Harald Hein                                                                                              | Carlo Montano                                                                                  |
| Hommes par équipes | Allemagne de l'Ouest- Harald Hein - Matthias Behr - Thomas Bach - Klaus Reichert              | Italie- Andrea Borella - Fabio Dal Zotto - Giovanni Battista Coletti - Carlo Montano - Attilio Calatroni | Union soviétique- Aleksandr Romankov - Vladimir Smirnov - Sabirzhan Ruziyev - Sergueï Isakov   |
| Femmes individuel  | Valentina Sidorova                                                                            | Elena Belova                                                                                             | Ildikó Schwarczenberger                                                                        |
| Femmes par équipes | Union soviétique- Olga Knyazeva - Valentina Sidorova - Nailya Gilyazova - Elena Belova        | Allemagne de l'Ouest- Karin Rutz - Ute Kircheis-Wessel - Brigitte Oertel - Cornelia Hanisch              | Roumanie- Ecaterina Iencic-Stahl - Suzana Ardeleanu - Magdalena Bartoș - Marcela Moldovan-Zsak |
| Sabre              |                                                                                               | |                                                                                                |
| Hommes individuel  | Pál Gerevich                                                                                  | Vladimir Nazlymov                                                                                        | Angelo Arcidiacono                                                                             |
| Hommes par équipes | Union soviétique- Mikhaïl Bourtsev - Vladimir Nazlymov - Aleksandr Nikishin - Viktor Bazhenov | Roumanie- Dan Irimiciuc - Cornel Marin - Ioan Pop - Alexandru Nilca                                      | Hongrie- Imre Gedővári - Pál Gerevich - Ferenc Hammang - Tamás Kovács                          |

## Tableau des médailles
| Rang | Nation               | Or | Argent | Bronze | Total |
| ---- | -------------------- | -- | ------ | ------ | ----- |
| 1    | Union soviétique     | 4  | 2      | 2      | 8     |
| 2    | Suède                | 2  | 1      | 0      | 3     |
| 3    | Allemagne de l'Ouest | 1  | 2      | 0      | 3     |
| 4    | Hongrie              | 1  | 0      | 2      | 3     |
| 5    | Italie               | 0  | 1      | 2      | 3     |
| 6    | Roumanie             | 0  | 1      | 1      | 2     |
| 7    | Suisse               | 0  | 1      | 1      | 2     |